# Dick Crealy
Dick Crealy (eigentlich: Richard Crealy; * 18. September 1944 in Sydney) ist ein ehemaliger australischer Tennisspieler. Er gewann in seiner Karriere zwei Titel im Einzel und sechs im Doppel.

## Karriere
1968 gewann er mit der US-amerikanischen Tennislegende Billie Jean King das gemischte Doppel der Australischen Tennismeisterschaften gegen Margaret Smith Court und Allan Stone, nachdem diese aufgaben.
Im Herrendoppel siegten Crealy und Stone gegen ihre Landsmänner Terry Addison und Ray Keldie in drei Sätzen mit 10:8, 6:4 und 6:3.
Im Jahr 1970 schaffte er den Einzug in das Finale der Australian Open im Einzel gegen den US-Amerikaner Arthur Ashe, verlor jedoch gegen ihn in drei Sätzen mit 4:6, 7:9 und 2:6.
Bei den Swedish Open 1970 in Båstad siegte er im Einzel in drei Sätzen mit 6:3, 6:1 und 6:1 gegen den Franzosen Georges Goven und im Doppel zusammen mit Stone gegen den Jugoslawen Željko Franulović und den Tschechoslowaken Jan Kodeš nach deren Aufgabe.
Die Doppelkonkurrenz der French Open 1974 gewann Crealy mit dem Neuseeländer Onny Parun gegen die US-Amerikaner Stan Smith und Bob Lutz in fünf Sätzen mit 6:3, 6:2, 3:6, 5:7 und 6:1. Zwischen 1968 und 1975 siegte Crealy bei insgesamt acht Turnieren, davon zwei im Einzel und sechs Turnieren im Doppel.

## Erfolge
| Legende                                               |
| Grand Slam (2)                                        |
| Tennis Masters Cup                                    |
| ATP Masters Series                                    |
| ATP Championship Series ATP International Series Gold |
| Grand Prix Circuit (6)                                |
| ATP Challenger Series (1)                             |

| ATP-Titel nach Belag |
| Hartplatz (1)        |
| Sand (4)             |
| Rasen (1)            |
| Teppich (2)          |

### Einzel

#### Turniersiege
| Nr. | Datum          | Turnier | Belag | Finalgegner   | Ergebnis      |
| --- | -------------- | ------- | ----- | ------------- | ------------- |
| 1.  | 11. Juli 1970  | Båstad  | Sand  | Georges Goven | 6:3, 6:1, 6:1 |
| 2.  | 28. April 1975 | Nizza   | Sand  | Iván Molina   | 7:6, 6:4, 6:3 |

#### Finalteilnahmen
| Nr. | Datum           | Turnier         | Belag | Finalgegner      | Ergebnis      |
| --- | --------------- | --------------- | ----- | ---------------- | ------------- |
| 1.  | 27. Januar 1970 | Australian Open | Rasen | Arthur Ashe      | 4:6, 7:9, 2:6 |
| 2.  | 23. Juli 1972   | Kitzbühel       | Sand  | Colin Dibley     | 1:6, 3:6, 4:6 |
| 3.  | 9. Juni 1973    | Manchester      | Rasen | Sherwood Stewart | 3:6, 4:6      |

### Doppel

#### Turniersiege

##### ATP Tour
| Nr. | Datum            | Turnier         | Belag       | Partner       | Finalgegner                    | Ergebnis                |
| --- | ---------------- | --------------- | ----------- | ------------- | ------------------------------ | ----------------------- |
| 1.  | 19. Januar 1968  | Australian Open | Rasen       | Allan Stone   | Terry Addison Ray Keldie       | 10:8, 6:4, 6:3          |
| 2.  | 11. Juli 1970    | Båstad          | Sand        | Allan Stone   | Željko Franulović Jan Kodeš    | kampflos                |
| 3.  | 18. Oktober 1970 | Phoenix         | Hartplatz   | Ray Ruffels   | Jan Kodeš Charlie Pasarell     | 7:6, 6:3                |
| 4.  | 18. Februar 1974 | Hempstead       | Teppich (i) | Jeff Borowiak | Ross Case Geoff Masters        | 6:7, 6:4, 6:4           |
| 5.  | 3. Juni 1974     | French Open     | Sand        | Onny Parun    | Bob Lutz Stan Smith            | 6:3, 6:2, 3:6, 5:7, 6:1 |
| 6.  | 18. Januar 1975  | Baltimore       | Teppich (i) | Ray Ruffels   | Ismail El Shafei Frew McMillan | 6:4, 6:3                |

##### Challenger Tour
| Nr. | Datum       | Turnier | Belag | Partner   | Finalgegner          | Ergebnis      |
| --- | ----------- | ------- | ----- | --------- | -------------------- | ------------- |
| 1.  | 6. Mai 1979 | Parioli | Sand  | Phil Dent | Syd Ball Kim Warwick | 6:3, 3:6, 7:6 |

#### Finalteilnahmen
| Nr. | Datum              | Turnier          | Belag       | Partner           | Finalgegner                       | Ergebnis           |
| --- | ------------------ | ---------------- | ----------- | ----------------- | --------------------------------- | ------------------ |
| 1.  | 27. Juli 1969      | Indianapolis (1) | Sand        | Allan Stone       | Bill Bowrey Clark Graebner        | 4:6, 6:4, 4:6      |
| 2.  | 23. Mai 1971       | Hamburg (1)      | Sand        | Allan Stone       | John Alexander Andrés Gimeno      | 4:6, 5:7, 9:7, 4:6 |
| 3.  | 29. Juli 1973      | Washington       | Sand        | Andrew Pattison   | Ross Case Geoff Master            | 6:2, 1:6, 4:6      |
| 4.  | 15. September 1974 | Cedar Grove      | Sand        | Bob Tanis         | Steve Siegel Kim Warwick          | 6:4, 2:6, 1:6      |
| 5.  | 17. November 1974  | Mumbai           | Sand        | Onny Parun        | Anand Amritraj Vijay Amritraj     | 4:6, 6:7           |
| 6.  | 18. Mai 1975       | Bournemouth      | Sand        | Syd Ball          | Juan Gisbert Manuel Orantes       | 6:8, 3:6           |
| 7.  | 24. August 1975    | South Orange     | Sand        | John Lloyd        | Jimmy Connors Ilie Năstase        | 2:6, 3:6           |
| 8.  | 22. Februar 1976   | Rom              | Teppich (i) | Frew McMillan     | Bob Lutz Stan Smith               | 7:65, 3:6, 4:6     |
| 9.  | 23. Mai 1976       | Hamburg (2)      | Sand        | Kim Warwick       | Fred McNair Sherwood Stewart      | 6:7, 6:7, 6:7      |
| 10. | 19. September 1976 | Bermuda          | Sand        | Ray Ruffels       | Mike Cahill John Whitlinger       | 4:6, 6:4, 6:7      |
| 11. | 14. August 1977    | Indianapolis (2) | Sand        | Cliff Letcher     | Patricio Cornejo Jaime Fillol     | 7:6, 4:6, 3:6      |
| 12. | 29. Juli 1979      | Kitzbühel        | Sand        | Antonio Zugarelli | Željko Franulović Heinz Günthardt | 2:6, 4:6           |

### Mixed

#### Turniersiege
| Nr. | Datum           | Turnier         | Belag | Partner          | Finalgegner                | Ergebnis |
| --- | --------------- | --------------- | ----- | ---------------- | -------------------------- | -------- |
| 1.  | 19. Januar 1968 | Australian Open | Rasen | Billie Jean King | Margaret Court Allan Stone | kampflos |